# Hadja Maffire Bangura
Hadja Maffire Bangura (mất năm 1968) là một nhà hoạt động người Guinée.
Là một thợ may chuyên nghiệp, Bangura hoạt động chính trị trong số những phụ nữ Susu ở vùng Sanderval và Boulbinet của Conakry. Năm 1953, bà đã lãnh đạo một trong những nhóm đầu tiên ủng hộ Ahmed Sékou Touré. Cô trở thành một thành viên có ảnh hưởng của Đảng Dân chủ Guinée, và cũng có các chức vụ trong Cục Chính trị Quốc gia và chính phủ.